# Pseudobatos glaucostigmus
Pseudobatos glaucostigmus е вид акула от семейство Rhinobatidae.

## Разпространение и местообитание
Видът е разпространен в Гватемала, Еквадор, Колумбия, Коста Рика, Мексико, Никарагуа, Панама, Салвадор и Хондурас.
Среща се на дълбочина от 2 до 112 m, при температура на водата около 18,8 °C и соленост 34,2 ‰.

## Описание
На дължина достигат до 85 cm.